# Roger Rabbit
Roger Rabbit è un personaggio immaginario, protagonista del romanzo a fumetti di Gary Wolf Who Censored Roger Rabbit?. Nel 1988 apparve nella famosa trasposizione cinematografica a tecnica mista Chi ha incastrato Roger Rabbit.
Il personaggio è stato accolto positivamente dalla critica. La rivista inglese Empire ha collocato Roger Rabbit al 35º posto della sua lista dei 50 personaggi dei cartoni animati migliori della storia.
(Celebre battuta del personaggio)

## Caratterizzazione
Roger Rabbit è un coniglio antropomorfo dalla pelliccia bianca e dalla voce stridula che vive a Los Angeles. Il suo naso e la sua salopette sono rossi, mentre i suoi capelli sono arancioni. Porta una papillon blu a pois gialli e dei guanti gialli. Lavora alla Maroon Cartoons come attore di cortometraggi, in cui è specializzato nel subire ogni genere di incidente e disavventure.
Roger è un coniglio di buon cuore, divertente, iperattivo, molto sfortunato, un po' ingenuo e non particolarmente intelligente. Nonostante sia sempre scherzoso, irrequieto, molto birichino e infantile, è anche molto sensibile, lunatico, affettuoso e amichevole, e ha paura del giudice Morton, che vuole distruggerlo con la sua salamoia e della sua pattuglia di faine animate così come per molti altri pericoli. La sua simpatia riesce però ad aprire di nuovo il cuore al detective Eddie Valiant, che in seguito alla morte del fratello aveva perso la fiducia nel prossimo e, specialmente, nei cartoni animati. Ama far ridere gli altri ed è un buon amico per gli altri cartoni, in particolare Baby Herman (la costar dei suoi film) e il taxi Benny. Nonostante il suo comportamento appariscente e sciocco, Roger è consapevole di ciò che la maggior parte delle persone pensa dei cartoni, fatti che ha espresso a Eddie, in quanto far ridere le persone è spesso ciò che rende la vita dei cartoni degna di nota, ma nota anche che ci sono momenti in cui far ridere è l'unica arma che hanno i cartoni. Crede che se qualcuno non ha senso dell'umorismo è meglio che muoia e si arrabbia dal dover guardare i cinegiornali che percepisce come noiosi.
È molto romantico e tenero con sua moglie Jessica e ama farla sentire felice facendola ridere e mostrandole quanto la ama. Roger è allergico alle bevande alcoliche, perché quando ne beve un bicchierino impazzisce e provoca con le sue reazioni incontrollate (cambio dei suoi colori naturali, urla stridule, gonfiore alle mascelle, allungamenti del collo e giravolte su se stesso) danni incredibili a tutto ciò che gli sta intorno (specialmente rotture degli oggetti in vetro come bottiglie e bicchieri). Inoltre non sa guidare bene. Roger resta stupito nello scoprire che un cartone animato abbia ucciso Teddy Valiant, il fratello di Eddie, ritenendo che una cosa del genere è contro la natura dei cartoni, che hanno lo scopo di portare gioia e risate. 
Graficamente il personaggio si ispira a caratteristiche di altri personaggi immaginari e reali: la forma della testa ricorda quella del regista Tex Avery; i capelli rossi sono come quelli di Droopy; si veste come Pippo; ha un farfallino come Porky Pig; I guanti ricordano quelli di Topolino e le guance e le orecchie si ispirano a Bugs Bunny.

## Filmografia
Oltre che nel lungometraggio, il personaggio appare anche come protagonista in tre cortometraggi in tecnica mista, usciti nei cinema in abbinamento a altri lungometraggi ed editi in VHS nel 1996 sotto il titolo Ecco Roger Rabbit!, e riproposti tutti e tre nell'edizione Blu-Ray di Chi ha incastrato Roger Rabbit per il 25º anniversario dell'uscita del film.
- Una grossa indigestione (Tummy Trouble, 1989), abbinato a Tesoro, mi si sono ristretti i ragazzi;
- Roger Rabbit sulle montagne russe (Rollercoaster Rabbit, 1990), abbinato a Dick Tracy;
- Curve pericolose (Trail Mix-Up, 1993), abbinato a Sulle orme del vento.

## Altri media

### Romanzi
- Who Censored Roger Rabbit? di Gary K. Wolf è il libro sul quale il film è basato. ISBN 0-345-30325-3
- Who Framed Roger Rabbit? di Martin Noble è la trasposizione cartacea dell'omonimo film. ISBN 0-352-32389-2
- Who P-P-P-Plugged Roger Rabbit?, di Gary K. Wolf, romanzo non collegato né al primo libro né al film, ma basato su quest'ultimo per ambientazione e caratterizzazione dei personaggi.
- Who Wacked Roger Rabbit?, di Gary K. Wolf, sequel di Who P-P-P-Plugged Roger Rabbit?.

### Fumetti
Tra il 1988 e il 1993, la Disney ha prodotto in licenza storie a fumetti con protagonista il personaggio, inedite in Italia.

## Curiosità
- Prima della scelta di Fleischer era stato considerato Lou Hirsch come voce di Roger Rabbit.[6]
- Il personaggio di Bonkers, gatto-cartone protagonista della serie animata della Disney Bonkers gatto combinaguai, condivide molte somiglianze con Roger Rabbit (essendo la serie liberamente ispirata al film, per ambientazione e personaggi): fisicamente sono molto simili, estremamente iperattivi, maldestri, lunatici e pasticcioni, ed entrambi sono note star del cinema (anche se Bonkers, a differenza di Roger, viene licenziato e trova lavoro come poliziotto). Inoltre, in Italia, hanno avuto entrambi lo stesso doppiatore, Marco Mete.